# Скоба Антін Якович
Скоба Антін Якович (1853, с. Багачка — після 1908, там само) — український сліпець-лірник. Осліп у дитинстві. Грав у Хорольському і Миргородському повітах і в Лубнях. У репертуарі Скоби були історичні, побутові й жартівливі пісні, псалми, а також дві думи — «Втеча трьох братів із города Азова» та «Про вдову і трьох синів». Його виконання дум відзначалося особливо виразною речитативною декламацією й ліричністю. Думи від Скоби записували Філарет Колесса та Опанас Сластіон. Рецитації, записані з фонографа, ввійшли до 13 тому видання НТШ «Матеріали до українсько-руської етнології» (МУЕ, 1910).